# カールクリストフ・ロルヒャー
カール・クリストフ・ロルヒャー(Carl Christoph Lörcher、1884年-1966年）は、ドイツの建築家。都市計画家。レルヒャーとも表記。
旧ユーゴ諸国で都市計画コンサルタント活動を展開していた。またトルコでアンカラへの遷都が行われた時期に、イスタンブールにある建設会社に勤務しアンカラの首都計画やブルサの都市計画などの仕事をしていることが知られている。
1930年以降は、アルベルト・シュペーアと同様ナチスの党員として活動する。1931年ナチスに入党。1933年ベルリン美術学校教授に就任。